# Dear Miss Lonelyhearts
Albums de Cold War Kids
Mine Is Yours
(2011) Hold My Home
(2014)
Singles
1. Miracle Mile
Sortie : 14 janvier 2013

Dear Miss Lonelyhearts est le quatrième album du groupe américain de rock indépendant Cold War Kids publié le 2 avril 2013 par Downtown Records.

## Liste des chansons
Toute la musique est composée par Cold War Kids.
| No  | Titre                  | Durée |
| --- | ---------------------- | ----- |
| 1.  | Miracle Mile           | 3:00  |
| 2.  | Lost that Easy         | 3:24  |
| 3.  | Loner Phase            | 3:06  |
| 4.  | Fear & Trembling       | 4:42  |
| 5.  | Tuxedos                | 4:10  |
| 6.  | Bottled Affection      | 2:44  |
| 7.  | Jailbirds              | 2:43  |
| 8.  | Water & Power          | 3:12  |
| 9.  | Dear Miss Lonelyhearts | 4:34  |
| 10. | Bitter Poem            | 5:05  |